# Juan Vilanova y Piera
Juan Vilanova y Piera (Valencia, 1821-Madrid, 7 de junio de 1893) fue un geólogo y paleontólogo español, referente de la paleontología, geología y prehistoria en la segunda mitad del siglo XIX. Una de las máximas autoridades en estas disciplinas en España, se empeñó en incorporar la ciencia española al estado de investigación europea.

## Biografía
Nacido en 1821 en Valencia, estudió en la Universidad de Valencia, Medicina y Ciencias. Discípulo del profesor Donato García, fue catedrático de Geología y Paleontología en la Universidad Central de Madrid, y viajó por toda Europa reuniendo diversas colecciones fósiles y mineralógicas para el Museo de Historia Natural de la capital española. Su vida corrió paralela con el desarrollo de la geología en España.
Consiguió una plaza de catedrático de Historia Natural en la Universidad de Oviedo y después de viajar a París donde residió por cuatro años, y de realizar diversos viajes por Europa en los cuales reunió una colección de minerales y fósiles que acabaron en el Museo de Historia Natural madrileño, fue nombrado, en 1852 catedrático de Geología y Paleontología en la Universidad de Madrid. Después de separar las dos especialidades, Vilanova conservó la de Paleontología, que mantuvo hasta su jubilación. Trabajó junto con Antonio Orio, de mineralogía, José María Solano, de geología y Francisco Quiroga de cristalografía con los que formó el núcleo de las disciplinas de estudio de la Tierra en dicha universidad. En 1867, propuso la realización de Congresos Geológicos Internacionales, dando muestras de su actividad de investigación y continuo contacto con sus colegas internacionales. Participó en la Comisión del mapa geológico, y posteriormente en la Junta Nacional de Estadística (organismo que la sustituyó), en donde colaboró como vocal para las provincias de Castellón y Valencia. Esta es una obra de gran trascendencia para el estudio y explotación del suelo. Formó parte del grupo fundacional de la  Sociedad española de Historia Natural en 1871 en la que participó muy activamente y de la que fue presidente en 1878. Son relevantes las ediciones de los  Anales de la Sociedad. Además fue miembro de la Real Academia de Ciencias Exactas, Físicas y Naturales desde 1874.
Entre otros hechos notables de su prolífica carrera está la primera descripción del hallazgo de un dinosaurio en España (restos de iguanodón en Utrillas y Morella) o el defender como auténticas las pinturas rupestres de la cueva de Altamira, en contra de la opinión generalizada que se resistió tenazmente a considerarlas como tales. Descubrió importantes yacimientos, como Parpalló y Cova Negra. Juan Vilanova murió en Madrid en 1893. 
Descrito como un «ferviente católico», en cuanto a las teorías del origen de la vida en la tierra, Vilanova era creacionista pero no rechazaba las nuevas teorías que iban surgiendo. Aun así, se mantuvo en contra de las ideas evolucionistas de Darwin y Huxley. Afirmaba:

Conviene tener presente que Moisés no se propuso dar en el Génesis un tratado de Geología ni de ninguna otra ciencia, sino más bien hacer comprender a los hebreos la grandeza y omnipotencia del Dios Creador, y evitar de esta manera que cayesen en la idolatría; lo cual era más fácil de conseguir, diciendo que a la sola palabra de Dios “Fiat lux”, “apareció la luz”, que si les hubiera dado un tratado de Óptica.

Publicó diversas obras sobre prehistoria española como Origen, naturaleza y antigüedad del hombre (1872). Además de en las áreas de geología, paleontología y prehistoria, destacó en la divulgación. Ejemplo destacado de esta faceta es la obra La Creación. Historia natural, que bajo su dirección publicó Montaner y Simón entre 1872 y 1876 y que incluye un extenso prólogo donde expone la teoría de Charles Darwin años antes de la publicación en España de El origen de las especies. Escribió además un Compendio de Geología, Madrid: Imprenta de Alejandro Gómez Fuentenebro, 1872, dividido en cuatro partes y donde borda cuestiones generales de petrografía, mineralogía, estratigrafía y paleontología con numerosas láminas.

## Obras
- Origen, naturaleza y antigüedad del hombre, 1872.
- La Creación. Historia natural, Barcelona: Montaner y Simón, 1872-1876.
- Atlas geográfico universal, Madrid: Astort Hermanos, 1877.
- Compendio de geología, Madrid: Imprenta de Alejandro Gómez Fuentenebro, 1872.